# Bahamy na Letnich Igrzyskach Olimpijskich 2016
Bahamy na Letnich Igrzyskach Olimpijskich 2016, które odbyły się w Rio de Janeiro, reprezentowało 28 zawodników - 19 mężczyzn i 9 kobiet.
Był to szesnasty start reprezentacji Bahamów na letnich igrzyskach olimpijskich.

## Zdobyte medale
| Medal | Zawodnik                                                                                    | Dyscyplina    | Konkurencja                 | Rezultat | Data        |
| ----- | ------------------------------------------------------------------------------------------- | ------------- | --------------------------- | -------- | ----------- |
| Złoto | Shaunae Miller-Uibo                                                                         | Lekkoatletyka | 400 m kobiet                | 49,44    | 15 sierpnia |
| Brąz  | Chris Brown Steven Gardiner Michael Mathieu Stephen Newbold Demetrius Pinder Alonzo Russell | Lekkoatletyka | Sztafeta 4 × 400 m mężczyzn | 2:58,49  | 20 sierpnia |

## Reprezentanci

### Lekkoatletyka
Mężczyźni
| Zawodnik                                                                                    | Konkurencja                | Eliminacje | Eliminacje | Ćwierćfinał | Ćwierćfinał | Półfinał | Półfinał | Finał    | Finał   |
| Zawodnik                                                                                    | Konkurencja                | Rezultat   | Pozycja    | Rezultat    | Pozycja     | Rezultat | Pozycja  | Rezultat | Pozycja |
| ------------------------------------------------------------------------------------------- | -------------------------- | ---------- | ---------- | ----------- | ----------- | -------- | -------- | -------- | ------- |
| Adrian Griffith                                                                             | bieg na 100 m              | BYE        | BYE        | 10,53       | 8.          | NQ       | NQ       | NQ       | NQ      |
| Jamial Rolle                                                                                | bieg na 100 m              | BYE        | BYE        | 10,68       | 8.          | NQ       | NQ       | NQ       | NQ      |
| Shavez Hart                                                                                 | bieg na 100 m              | BYE        | BYE        | 10,28       | 5.          | NQ       | NQ       | NQ       | NQ      |
| Shavez Hart                                                                                 | bieg na 200 m              | 20,74      | 7.         | —           | —           | NQ       | NQ       | NQ       | NQ      |
| Demetrius Pinder                                                                            | bieg na 200 m              | DSQ        | DSQ        | —           | —           | NQ       | NQ       | NQ       | NQ      |
| Teray Smith                                                                                 | bieg na 200 m              | 20,66      | 6.         | —           | —           | NQ       | NQ       | NQ       | NQ      |
| Chris Brown                                                                                 | bieg na 400 m              | 45,56      | 4.         | —           | —           | NQ       | NQ       | NQ       | NQ      |
| Steven Gardiner                                                                             | bieg na 400 m              | 45,24      | 2. Q       | —           | —           | 44,72    | 5.       | NQ       | NQ      |
| Alonzo Russell                                                                              | bieg na 400 m              | 46,23      | 5.         | —           | —           | NQ       | NQ       | NQ       | NQ      |
| Jeffery Gibson                                                                              | bieg na 400 m przez płotki | 52,77      | 7.         | —           | —           | NQ       | NQ       | NQ       | NQ      |
| Chris Brown Steven Gardiner Michael Mathieu Stephen Newbold Demetrius Pinder Alonzo Russell | sztafeta 4 × 400 m         | 2:59,64    | 2. Q       | —           | —           | —        | —        | 2:58,49  | brąz    |

| Zawodnik             | Konkurencja | Kwalifikacje | Kwalifikacje | Finał    | Finał   |
| Zawodnik             | Konkurencja | Rezultat     | Pozycja      | Rezultat | Pozycja |
| -------------------- | ----------- | ------------ | ------------ | -------- | ------- |
| Trevor Barry         | skok wzwyż  | 2,29         | 10. q        | 2,25     | 11.     |
| Donald Thomas        | skok wzwyż  | 2,29         | 9. q         | 2,29     | =7.     |
| Jamal Wilson         | skok wzwyż  | 2,22         | 25.          | NQ       | NQ      |
| Latario Collie-Minns | trójskok    | NM           | n\a          | NQ       | NQ      |
| Leevan Sands         | trójskok    | 16,53        | 18.          | NQ       | NQ      |

Kobiety
| Zawodniczka         | Konkurencja                | Eliminacje | Eliminacje | Ćwierćfinał | Ćwierćfinał | Półfinał | Półfinał | Finał    | Finał   |
| Zawodniczka         | Konkurencja                | Rezultat   | Pozycja    | Rezultat    | Pozycja     | Rezultat | Pozycja  | Rezultat | Pozycja |
| ------------------- | -------------------------- | ---------- | ---------- | ----------- | ----------- | -------- | -------- | -------- | ------- |
| Tynia Gaither       | bieg na 100 m              | BYE        | BYE        | 11,56       | 5.          | NQ       | NQ       | NQ       | NQ      |
| Tynia Gaither       | bieg na 200 m              | 22,90      | 3. q       | —           | —           | 23,45    | 8.       | NQ       | NQ      |
| Sheniqua Ferguson   | bieg na 200 m              | 23,62      | 8.         | —           | —           | NQ       | NQ       | NQ       | NQ      |
| Anthonique Strachan | bieg na 200 m              | 22,96      | 3.         | —           | —           | NQ       | NQ       | NQ       | NQ      |
| Shaunae Miller-Uibo | bieg na 400 m              | 51,16      | 1. Q       | —           | —           | 49,91    | 2. Q     | 49,44    | złoto   |
| Pedrya Seymour      | bieg na 100 m przez płotki | 12,85      | 3. q       | —           | —           | 12,64    | 2. Q     | 12,76    | 6.      |

| Konkurencja   | Zawodniczka | Kwalifikacje | Kwalifikacje | Finał    | Finał   |
| Konkurencja   | Zawodniczka | Rezultat     | Pozycja      | Rezultat | Pozycja |
| ------------- | ----------- | ------------ | ------------ | -------- | ------- |
| Bianca Stuart | skok w dal  | 6,45         | 9.           | NQ       | NQ      |

### Pływanie
Mężczyźni
| Zawodnik     | Konkurencja              | Eliminacje | Eliminacje | Półfinał | Półfinał | Finał | Finał   |
| Zawodnik     | Konkurencja              | Czas       | Miejsce    | Czas     | Miejsce  | Czas  | Miejsce |
| ------------ | ------------------------ | ---------- | ---------- | -------- | -------- | ----- | ------- |
| Dustin Tynes | 100 m stylem grzbietowym | 1:03,71    | 44.        | NQ       | NQ       | NQ    | NQ      |

Kobiety
| Zawodniczka                | Konkurencja           | Eliminacje | Eliminacje | Półfinał | Półfinał | Finał | Finał   |
| Zawodniczka                | Konkurencja           | Czas       | Miejsce    | Czas     | Miejsce  | Czas  | Miejsce |
| -------------------------- | --------------------- | ---------- | ---------- | -------- | -------- | ----- | ------- |
| Arianna Vanderpool-Wallace | 50 m stylem dowolnym  | 24,77      | 13. Q      | 24,60    | 9.       | NQ    | NQ      |
| Arianna Vanderpool-Wallace | 100 m stylem dowolnym | 54,56      | 18.        | NQ       | NQ       | NQ    | NQ      |
| Joanna Evans               | 200 m stylem dowolnym | 2:01,27    | 37.        | NQ       | NQ       | NQ    | NQ      |
| Joanna Evans               | 400 m stylem dowolnym | 4:07,60    | 13.        | —        | —        | NQ    | NQ      |
| Joanna Evans               | 800 m stylem dowolnym | 8:42,93    | 23.        | —        | —        | NQ    | NQ      |

### Wioślarstwo
Kobiety
| Zawodniczka  | Konkurencja | Eliminacje | Eliminacje | Repasaże | Repasaże | Ćwierćfinał | Ćwierćfinał | Półfinał | Półfinał | Finał   | Finał   | Pozycja |
| Zawodniczka  | Konkurencja | Czas       | Miejsce    | Czas     | Miejsce  | Czas        | Miejsce     | Czas     | Miejsce  | Czas    | Miejsce | Pozycja |
| ------------ | ----------- | ---------- | ---------- | -------- | -------- | ----------- | ----------- | -------- | -------- | ------- | ------- | ------- |
| Emily Morley | jedynka     | 9:22,16    | 6. R       | 8:22,77  | 4. S E/F | —           | —           | 8:46,09  | 3. FE    | 8:56,36 | 6.      | 30.     |